# Riu Urup
|  | No s'ha de confondre amb Urup. |

El riu Urup - Уруп (rus) - és un riu del krai de Krasnodar, a Rússia, afluent per l'esquerra del Kuban, al Caucas Nord.
Té 234 km de llargària i 3.220 km² de conca, amb un cabal de 16,5 m³/s. Neix als vessants septentrionals de la muntanya Urup (3.232 m), a Karatxai-Txerkèssia. Pren una direcció primer al nord-est, després a l'est i al nord i travessa les viles d'Urup, Iubileini, Mednogorski, Pregràdnaia, Bolxevik, Kizil-Urup, Ilbitx, Peredovaia, Penkozavod, sempre a l'est i al nord, Lazartxuk, Udóbnaia, fins on manté un caràcter de riu de muntanya i on entra a la plana. Travessa després Romantxúkov, Stoliarov, Kràsnie Gori, Sankov, Khloponin, Lénina, tomba al nord-oest i passa per Novo-Urupski, Otràdnaia, Sadovi, Voskressénskoie, Popútnaia, Troitski, Ulanovski, Berejinovski, Gussaróvskoie, Novovoskressenski, Panteleimonóvskoie, Novourúpskoie, Besskórbnaia, Voronejski, Triókhselskoie, Konokovski, Rodnikovski, Podlesni, Urupski, Sovétskaia (on pren direcció nord), Zúievo, Pervomaiski, Krassin, Radísxevo, Steblitski, Zavetni, Divni i Zaretxni, i desemboca finalment al Kuban a l'est d'Armavir.